# Hendrik Jacobus Prins
Hendrik Jacobus Prins (* 1889; † 1958) war ein niederländischer Chemiker und Entdecker der Prins-Reaktion.
Nach seinem Studium trat Prins 1924 in die Nederlandsche Thermo-Chemische Fabrieken in Sumar ein, deren Leitung als Präsidialdirektor er später übernahm. Seine wissenschaftlichen Leistungen basierten auf Experimenten, die er in seinem Privatlabor neben seinem Wohnhaus durchführte.